# Penthimia undata
Penthimia undata är en insektsart som beskrevs av Cai och Shen 1998. Penthimia undata ingår i släktet Penthimia och familjen dvärgstritar. Inga underarter finns listade i Catalogue of Life.